# Oryzias curvinotus
Oryzias curvinotus är en fiskart som först beskrevs av Nichols och Pope 1927.  Oryzias curvinotus ingår i släktet Oryzias och familjen Adrianichthyidae. IUCN kategoriserar arten globalt som otillräckligt studerad. Inga underarter finns listade i Catalogue of Life.